# ماتياس باربوسا
ماتياس باربوسا بلدية في ولاية ميناس جيرايس في المنطقة الجنوبية الشرقية من البرازيل.   